# Honor a quien honor merece
Honor a quien honor merece es el decimoquinto álbum de estudio realizado por el cantante de pop mexicano Mijares; este álbum fue lanzado al mercado mexicano el día 1 de septiembre del 2005, como un tributo  al cantante José José.  El álbum tuvo una buena aceptación por el público mexicano consiguiendo el reconocimiento discos de Oro y Platino.

## Lista de canciones
| Honor a quien honor merece |                         |                     |          |  |
| N.º                        | Título                  | Escritor(es)        | Duración |  |
| 1.                         | «El Triste»             | Roberto Cantoral    |          |  |
| 2.                         | «Almohada»              | Adán Torres         |          |  |
| 3.                         | «Preso»                 | Rafael Pérez Botija |          |  |
| 4.                         | «Si me dejas ahora»     | Camilo Blanes       |          |  |
| 5.                         | «Me basta»              | Rafael Pérez Botija |          |  |
| 6.                         | «Desesperado»           | Rafael Pérez Botija |          |  |
| 7.                         | «El amar y el querer»   | Manuel Alejandro    |          |  |
| 8.                         | «Gavilán o paloma»      | Rafael Pérez Botija |          |  |
| 9.                         | «Volcán»                | Rafael Pérez Botija |          |  |
| 10.                        | «Una noche de amor»     | J.A. Potro Farías   |          |  |
| 11.                        | «Vamos a darnos tiempo» | Alejandro Jaén      |          |  |
| 12.                        | «La nave del olvido»    | Dino Ramos          |          |  |

## Comentario de José José
"Honor un Quien Honor Merece" es una grabación fuera de serie; en ella se conjuntan el talento y genialidad de varios de los compositores más importantes de habla hispana, con nuevos y hermosos arreglos a canciones que han sido parte de la vida sentimental de millones de personas. Esto ha sido posible gracias al excelente trabajo de gente tan reconocida, admirada y querida en el ambiente musical de México como Memo Gil y todo su equipo, as como a la voz de Manuel Mijares, bella, portentosa, llena de matices que vienen del alma; con su garganta toca el corazón de quienes, desde hace años, hemos tenido el privilegio de escucharlo a través de un estilo único de cantarle al amor... En síntesis, "Honor un Quien Honor Merece", es un compendio de vibraciones excepcionales.